# Фортеця Еллендар
«Фортеця Еллендар» (англ. Fortress Ellendar) — фентезійна рольова пригодницька гра 1979 року, видана Fantasy Productions, Inc. для рольової гри «Високе фентезі».

## Короткий зміст сюжету
«Фортеця Еллендар» — пригода, у якій персонажі гравців повинні відвоювати фортецю Еллендар у злого лорда, який її захопив.
«Фортеця Еллендар» — пригодницький сценарій, у якому персонажі повинні відвоювати восьмирівневу фортецю в пустелі від демона, який її завоював.

## Історія видання
«Фортеця Еллендар» була написана Джеффрі С. Діллов та опублікована Fantasy Productions у 1979 році як 16-сторінкова книга з двома картами.

## Відгуки
Дон Тернбулл зробив рецензію на «Фортеця Еллендар» для White Dwarf № 19 (червень/липень 1980), поставивши йому загальну оцінку 7 із 10. Він прокоментував, що «буклет привабливий і добре представлений; пригода повністю задокументована, і є потік тексту, який не є помітним, наприклад, у багатьох „модулях“ Гільдії суддів. Очевидно, це лише перший із приблизно півдюжини таких пригодницьких модулів, і якщо інші такі ж хороші, як цей, вони повинні бути варті того, щоб отримати їх, навіть якщо ви не збираєтеся грати у правила „Високого фентезі“».
Рональд Пер зробив огляд «Фортеці Еллендар» у The Space Gamer № 30. Пер прокоментував, що «хороше переважує погане. „Фортеця Еллендар“ — це вартісна пригода».
Андерс Свенсон рецензував «Фортецю Еллендер» і «Мавргард» для журналу Different Worlds і заявив, що «маючи в руках примірник „Високе фентезі“, легко транслітерувати позначення монстрів так, щоб вони відповідали більшості основних ігрових систем, і обидві книги є дуже хорошими прикладами оповідного стилю сценарію, які багатогеймерів, можливо, захочуть вивчити, щоб поліпшити свої власні кампанії».